# Акула світлохвоста
Акула світлохвоста (Euprotomicroides zantedeschia) — єдиний вид роду Euprotomicroides родини змієподібні акули. Інша назва «задньоліхтарна акула».

## Опис
Загальна довжина досягає 60 см. Голова відносно велика. Морда довга та округла. Очі великі, округлі, флуорисцентні, світяться зеленим світлом. За очима присутні великі бризкальця. Губи товсті, бахрімчаті. На верхній щелепі 29 дрібних голчастих зубів, на нижній — 34 великих трикутних зуба, що щільно сидять, утворюючи безперервну пилчасту та дуже гостру ріжучу поверхню. У неї 5 пар зябрових щілин, які збільшуються у довжину від 1 до 5. Тулуб щільний, подовжений, стиснутий з боків. Шкіра з дрібними зубчиками, що не перетинають одна одною. Грудні плавці добре розвинені. Акула ними здійснює часті рухи на кшталт пташки колібрі. Має 2 округлих спинних плавця. Перший більше за другий. В області клоаки присутнє особливий мішечок з блакитною рідиною, що світиться. Цю рідину виробляє сама акула. Мішечок утворюється численними сосочками та складками шкіри. Окремі частини тіла здатні світитися у темряві. Анальний плавець відсутній. Хвостовий плавець асиметричний, верхня лопать більше за нижню.
Забарвлення спини темно-коричнева поступово темнішає, на череві — майже чорна. З боків є світлі плями, кінчики плавців також світлі.

## Спосіб життя
Є глибоководною рибою, тримається на глибині 190—641 м. Активна вночі. Вдень підіймається з глибин ближчі до поверхні. Вигризає у великих риб та морських тварин великі шматки м'яса.
Це яйцеживородна акула. Стосовно парування та розмноження немає достатніх відомостей.

## Розповсюдження
Мешкає в Атлантичному океані — біля узбережжя ПАР (Африка) та Уругваю.